# Чим
Чим — посёлок сельского типа в Удорском районе Республики Коми. Административный центр и единственный населённый пункт сельского поселения Чим.
Численность населения 653 человека (на 1 июля 2010 года).
Расположен в 37 км (по дорогам) западнее районного центра — села Кослан, между поселками городского типа Благоево (16 км) и Усогорск (25 км).

## История
История поселка начинается в 1969 году с создания Молдавского леспромхоза. В нём жили и работали лесозаготовители из Молдавии и других республик Союза.
В 1972 году начала свою работу станция Чим Северной железной дороги. Постепенно обустраивается быт поселка — появляются первые магазины, детский сад, клуб, фельдшерско-акушерский пункт. В 1974 году в детском саду было 15 детей. Новый садик на 140 мест построен в 1977 году.
В 1980 году открывается Чимская восьмилетняя школа, а через 6 лет она расширяется и перерастает в Чимскую среднюю школу.
В 1972 году начинает работу ФАП. Чимский сельсовет был образован в 1981 году.
Спорткомплекс построен в 1992 г. Дом культуры в 1975 г. Детский дом — 1998 г.

## Население
| 2010 | 2011 | 2012 | 2013 | 2014 | 2015 | 2016 |
| ---- | ---- | ---- | ---- | ---- | ---- | ---- |
| 454  | ↘445 | ↘427 | ↘393 | ↘372 | ↗377 | ↘368 |
| 2017 | 2018 | 2019 | 2020 | 2021 |      |      |
| ↘357 | ↘343 | ↘316 | ↘314 | ↘226 |      |      |

### Карты
- [mapp38.narod.ru/map2/index05.html Топографическая карта P-38-V,VI. Благоево]
- Чим. Публичная кадастровая карта